# Motivation EP
Motivation EP е първият EP, издаден от групата Sum 41 на 12 март 2002 г. Той е издаден след въвеждането на песента Motivation, за да прокарат популярността на сингъла си и да включат песента What We're All About в дискографията на групата.

## Песни
1. Motivation 2:50
2. All She's Got (Live) 3:09
3. Crazy Amanda Bunkface (Live) 2:16
4. What We're All About 3:35